# Hypalastoroides arcuatus
Hypalastoroides arcuatus är en stekelart som först beskrevs av Brethes 1903.  Hypalastoroides arcuatus ingår i släktet Hypalastoroides och familjen Eumenidae. Inga underarter finns listade i Catalogue of Life.